# Philipp Conrad Fabricius
Philipp Conrad Fabricius ( 1714 -1774) fue un eminente médico, profesor y botánico alemán.
Enorme importancia tuvo para su época su Enumeratio plantarum horti Helmstadiensis (Helmstedt 1759), con un ajuste concreto a la novísima nomenclatura binomial de Linneo.

## Otras publicaciones
- Animadversiones varii argumenti medicas ex scriptis ejusdem minoribus collegit notisque adjectis edidit G. R. Lichtenstein. Helmtadii: Kühnlin, 1783
- Genuinae calculi renalis genesis. Helmstadii : Schnorr, 1756.microfilmado
- Enumeratio methodica plantarum horti medici Helmstadiensis, secundum Linnei et Heidteri systema digesta stirpium rariorum vel nondum satis extricatarum descriptione subiuncta. 3ª Ed., auctior posthuma. Microfilmado. Helmstadii : [Drucker:] Kühnlin, 1776
- De febre lenta post febrem continuam auctam simplicem vel continuam remittentem sequente rite sananda. Helmstadii : [Drucker:] Drimborn, 1763
- Commentatio historico-physico-medica de animalibus quadrupedibus, avibus, amphibiis, piscibus et insectis Wetteraviae indigenis. Helmstadii : Schnorr, 1749
- Sermo academicus de praecipuis Germanorum in rem herbariam meritis ... die 25. Iunii ann. 1751 .... Helmstadii : Schnorr, 1751
- Sermo academicus de praecipuis Germanorum in rem herbariam meritis ... die 25. Iunii ann. 1751 ... Microficha. Helmstadii : [Drucker:] Schnorr, 1751

## Honores

### Eponimia
Género
- Fabricia Gaertn. de la familia de las Mirtáceas se nombra en su honor.
- La abreviatura «Fabr.» se emplea para indicar a Philipp Conrad Fabricius como autoridad en la descripción y clasificación científica de los vegetales.[2]